# Битва при Аркингольме
Битва при Аркингольме произошла 1 мая 1455, неподалёку от Лангольма в Шотландии, во время царствования короля Якова II Шотландского.
Несмотря на то, что это было небольшое сражение, в котором принимало участие несколько сотен человек, оно стало решающей битвой в гражданской войне между королём и Чёрными Дугласами, наиболее могущественной аристократической фамилией Шотландии. Поскольку победа досталась сторонникам короля, это был важный шаг в установлении относительно прочной централизованной монархии.
Чёрные Дугласы уже перед битвой понесли некоторые потери. Королевские войска захватили их замок в Аберкорне, а некоторые союзники, такие как Гамильтоны, поменяли сторону. Глава фамилии, Джеймс Дуглас, 9-й граф Дуглас, отправился в Англию за поддержкой, но трое его младших братьев участвовали в битве.
Существует некоторая неразбериха относительно того, кто командовал королевской армией. Согласно некоторым отчётам её лидером был Джордж Дуглас, 4-й граф Ангуса, глава фамилии Красных Дугласов, кузен графа Дугласа. Тем не менее, другие отчёты описывают королевскую армию, как состоявшую из местных Пограничных семей, Джонстонов, Максвеллов, и Скоттов, которыми до этого правили Чёрные Дугласы, но теперь они восстали против них, и возглавлял их лаэрд Джон Джонстон из Аннандейла, который наследовал своему отцу в 1455.
Из трёх братьев Дугласов: Арчибальд Дуглас, граф Морея был убит в битве и его голова преподнесена королю. Хью Дуглас, граф Орманда был схвачен и казнён сразу после сражения. А Джон Дуглас, лорд Балвени, бежал сначала в Арайлл, к графу Росса, который оставался единственным другом семьи, а затем в Англию.
Вскоре после битвы Чёрные Дугласы были поставлены вне закона, их последние несколько замков пали, и они более не представляли серьёзной угрозы для Шотландии.